# Асан Кайгы
Асан Кайгы (конец XIV века — 1460-е годы) — поэт, философ, легендарный персонаж. Прозван «Асан печальный» («кайгы») из-за постоянных размышлений и раздумий. Был влиятельным бием Улуг-Мухаммеда, в Сарае и Казани. Асан Кайгы — автор многих слов-назиданий, философских песен. В их отрывках, дошедших до наших дней, отражены исторические события той эпохи, отношение самого Асан Кайгы к происходящим событиям. Асан Кайгы считал, что «сперва надо укреплять ханскую власть и усилить оборону народа». Он укорял Жанибек хана: «Не думая о будущем казахского народа, ликуешь от временных успехов». «Философ кочевого ногайско-казахского народа» (по определению Шокана Уалиханова) стремился создать из родственных племен единое государство, беспокоился об укреплении казахского ханства". Легенды об Асан Кайгы делятся на три разновидности: признание Асана; его прозвание «печальным»; поиски Асан Кайгы «Жеруйыка» — «Земли обетованной».

## Биография
Асан Кайгы был одним из влиятельных сановников хана Золотой Орды, впоследствии основателя Казанского ханства Улу-Мухаммеда. В 50-е годы XV века во время политической борьбы в Восточном Дешт-и-Кыпчаке он занял сторону противников хана Абулхаира — султанов Керея (Гирея) и Жанибека, основавших в 1465 году в Западном Семиречье Казахское ханство. Был идеологом нового ханства, сторонником объединения всех казахских родов и племён.

## Творчество
Асан Кайгы являлся ведущим певцом — жырау, углублённым в коренные проблемы бытия. В связи с этим основное место в его творчестве занимали философско-дидактические жанры: толгау, терме, назидания и афоризмы. Собиранием его произведений занимались учёные-востоковеды Ч. Ч. Валиханов, Г. Н. Потанин, поэт Машхур Жусуп Копеев и другие. Начало изданию поэтического наследия Асана Кайгы было положено в XIX веке, значительный вклад в его изучение внесли советские писатели С. Сейфуллин, М. О. Ауэзов и другие.

## Мифы и легенды
Несмотря на то, что Асан Кайгы был исторической личностью, он приобрёл в народной памяти легендарные и даже сказочно-мифологические черты. Так, прозвище «кайгы» (печальный) связывалось с тем, что, выловив в Иртыше по предсказанию гадальщика дочь речного султана, предназначенную ему в жёны Асан не выполнил определённых условий, и она улетела в небо.
Наиболее популярной является легенда о поисках Асаном Кайгы обетованной земли Жер-Уюк с обильными пастбищами и полноводными реками, мягким климатом, множеством зверей и рыбы, где люди живут без горя и нужды, вражды и угнетения. На быстрой, как ветер, верблюдице Желмая он объездил все стороны света, однако нигде не смог найти Жер-Уюк. Эта социально-утопическая легенда отражает конкретную историческую ситуацию середины XV века, когда усилившиеся после распада Золотой Орды и Белой Орды междоусобицы вызвали массовую откочёвку казахских родов и племён из Восточного Дешт-и-Кыпчака в Западное Семиречье. Асан Кайгы был советником одного из возглавивших это движение султанов — Жанибека, поэтому он вошёл в народное сознание как неутомимый искатель счастливой земли, выразитель надежд простых людей на новую жизнь.